# Nikoła Kozlewo (gmina)
Nikoła Kozlewo (bułg. Община Никола Козлево) – gmina w północno-wschodniej Bułgarii, w obwodzie Szumen.

## Miejscowości
Miejscowości wchodzące w skład gminy Nikoła Kozlewo:
- Cani Ginczewo (bułg.: Цани Гинчево),
- Chyrsowo (bułg.: Хърсово),
- Cyrkwica (bułg.: Църквица),
- Karawełowo (bułg.: Каравелово),
- Krasen doł (bułg.: Красен дол),
- Kriwa reka (bułg.: Крива река),
- Nikoła Kozlewo (bułg.: Никола Козлево) − siedziba gminy,
- Pet mogili (bułg.: Пет могили),
- Rużica (bułg.: Ружица),
- Wekiłski (bułg.: Векилски),
- Wyłnari (bułg.: Вълнари).